# Palatální aproximanta
Palatální aproximanta je souhláska, která se vyskytuje v některých jazycích. V mezinárodní fonetické abecedě se označuje symbolem j, číselné označení IPA je 153, ekvivalentním symbolem v SAMPA je j.

## Charakteristika
- Způsob artikulace: aproximantní souhláska (aproximanta). Vytváří se přiblížením artikulačních orgánů, které je však menší než u frikativ, takže proudění vzduchu nevytváří tak výrazný šum.
- Místo artikulace: středopatrová souhláska (palatála). Vzniká přiblížením jazyka k tvrdému patru.
- Znělost: znělá souhláska – při artikulaci hlasivky kmitají.
- Ústní souhláska – vzduch prochází při artikulaci ústní dutinou.
- Středová souhláska – vzduch proudí převážně přes střed jazyka spíše než přes jeho boky.
- Pulmonická egresivní hláska – vzduch je při artikulaci vytlačován z plic.

## V češtině
V češtině se tato hláska zaznamenává písmenem J, j.
Ve skupinách hlásek /ia, ie, ii, io, iu/ (hlavně v cizích slovech) se ve výslovnosti vkládá mezi samohlásky [ɪja, ɪjɛ, ɪjɪ, ɪjo, ɪju], např. Marie [marɪjɛ]. Proto se tyto skupiny v češtině nepovažují za dvojhlásky.

## V jiných jazycích

### Slovenština
Ve slovenštině se tato hláska zapisuje písmenem J/j, např. jednať (jednat).

### Angličtina
V angličtině se tato hláska zapisuje písmenem Y/y, např. yes (ano).

### Francouzština
Ve francouzštině se tato hláska zapisuje písmenem Y/y. Také I/i se někdy může takto vyslovit, např. hier (včera).

### Španělština
Psané Y/y se takto ve španělštině vyslovuje s výjimkou samostatného y, které znamená a (spojka). Např. ayer (včera).
V některých nářečích se takto také vyslovuje spřežka Ll/ll, správně se však vyslovuje jako palatální laterální aproximanta.

### Portugalština
V portugalštině se takto v některých případech vyslovuje I/i, často v dvojhláskách ai a ei, např. ainda (stále, pořád, ještě). V dvojhlásce ãe se e vysloví jako palatální aproximanta, ale nosová, např. mãe (matka).

### Grónština
V grónštině se tato hláska zapisuje písmenem J/j, např. pujorak (zima, chladno). V grónštině se také vyskytuje dlouhá forma této hlásky [jː], která se zapisuje jako Jj/jj.